# Guerrobunus
Guerrobunus – rodzaj kosarzy z podrzędu Laniatores i rodziny Phalangodidae zawierający tylko 3 gatunki

## Występowanie
Wszystkie gatunki są endemitami Meksyku.

## Systematyka
Opisano zaledwie 3 gatunki należące do tego rodzaju:
- Guerrobunus arganoi (Šilhavý, 1974)
- Guerrobunus minutus Goodnight & Goodnight, 1945
- Guerrobunus vallensis Vázquez & Cokendolpher, 1997